# Aartsbisdom Puebla de los Ángeles
Het aartsbisdom Puebla de los Ángeles (Latijn: Archidioecesis Angelorum) is een rooms-katholiek aartsbisdom met als zetel Puebla, in Mexico. De aartsbisschop van Puebla de los Ángeles is metropoliet van de kerkprovincie Puebla de los Ángeles, waartoe ook de volgende suffragane bisdommen behoren:
- Huajuapan de León
- Tehuacán
- Tlaxcala

## Geschiedenis
Het aartsbisdom werd opgericht op 15 oktober 1525, als het bisdom Tlaxcala, uit het onderdrukte bisdom Carolense, en was suffragaan aan het aartsbisdom Sevilla in Spanje. Het wordt soms beschouwd als het oudste bisdom van Mexico. In 1517 werd voor het eerst een mis gehouden in Mexico, op het Yucatán schiereiland. Paus Leo X dacht dat het een eiland was en creerde in 1518 het bisdom Carolense (Yucatán). Toen men erachter kwam dat het geen eiland was, en toen de Spaanse interesse verplaatste naar andere gebiedsdelen in Mexico, werd de zetel in 1525 verplaatst naar Tlaxcala. Op 12 februari 1546 veranderde het van kerkprovincie en werd suffragaan aan het nieuw opgerichte aartsbisdom Mexico. Op 11 augustus 1903 werd het verheven tot metropolitaan aartsbisdom en veranderde van naam naar aartsbisdom Puebla de los Ángeles.

## Parochies
Het aartsbisdom had in 2021 een oppervlakte van 20.937 km2 en telde 7.182.970 inwoners waarvan 78,8% rooms-katholiek was.

## Ordinarii

### Bisschoppen
- Julián Garcés (13 oktober 1525 - 7 december 1542)
- Pablo Gil de Talavera (2 mei 1544 - maart 1545)
- Martín Sarmiento de Osacastro (13 juni 1548 - 19 oktober 1557)
- Fernando de Villagómez (27 juni 1561 - 10 februari 1571)
- Antonio Ruíz de Morales y Molina (10 december 1572 - 17 juli 1576)
- Diego de Romano y Govea (13 januari 1578 - 12 april 1606)
- Alfonso de la Mota y Escobar (12 februari 1607 - 16 maart 1625)
- Gutiérrez Bernardo de Quirós (22 juni 1626 - 9 februari 1638)
- Juan de Palafox y Mendoza (3 oktober 1639 - 23 november 1653)
- Diego Osorio de Escobar y Llamas (2 augustus 1655 - 1664)
- Juan de Sancto Mathía Sáenz de Mañozca y Murillo (17 juni 1675 - niet in bezit genomen)
- Manuel Fernández de Santa Cruz y Sahagún (19 oktober 1676 - 1 februari 1699)
- Ignacio de Urbina (18 april 1701 - 9 april 1703; aartsbisschop op persoonlijke titel)
- García Felipe de Legazpi y Velasco Altamirano y Albornoz (14 januari 1704 - 6 maart 1706)
- Pedro Nogales Dávila (8 juni 1707 - 9 juli 1721)
- Juan Antonio de Lardizabal y Elorza (23 september 1722 - 18 februari 1733)
- Benito Crespo y Monroy (20 januari 1734 - 19 juli 1737)
- Pedro González García (26 januari 1739 - 20 mei 1743)
  - Francisco Juan Leiza (hulpbisschop: 23 februari 1739 - 24 oktober 1747)
- Domingo Pantaleón Álvarez de Abreu (20 mei 1743 - 28 november 1763; aartsbisschop op persoonlijke titel)
  - Miguel Anselmo Álvarez de Abreu y Valdéz (hulpbisschop: 22 september 1749 - 22 april 1765)
- Francisco Fabián y Fuero (4 februari 1765 - 13 september 1773)
- Victoriano López Gonzalo (13 september 1773 - 24 juli 1786)
- Santiago José Hechavarría y Elguesúa (10 maart 1788 - 19 januari 1789)
- Salvador Biempica y Sotomayor (29 maart 1790 - 2 augustus 1802)
- Manuel Ignacio González de Campillo Gómez del Valle (26 maart 1804 - 26 februari 1813)
- José Antonio Joaquín Pérez Martínez y Robles (19 december 1814 - 20 april 1829)
- Francisco Pablo Vásquez Bizcaíno (25 februari 1831 - 7 oktober 1847)
- José María Luciano Becerra y Jiménez (27 september 1852 - 17 december 1854)
- Pelagio Antonio de Labastida y Dávalos (23 maart 1855 - 19 maart 1863)
- Carlos María Colina y Rubio (19 maart 1863 - 10 maart 1879)
- Francisco de Paula Verea y González (19 september 1879 - 4 mei 1884)
- José María Mora y Daza (13 november 1884 - 27 december 1887)
- Francisco Melitón Vargas y Gutiérrez (1 juni 1888 - 14 september 1896)
- Perfecto Amézquita y Gutiérrez (3 december 1896 - 27 oktober 1900)

### Aartsbisschoppen
- José Ramón Ibarra y González (13 mei 1902 - 1 februari 1917)
- Enrique Sánchez y Paredes (24 januari 1919 - 25 maart 1923)
  - Guglielmo Piani (hulpbisschop: 16 december 1921 - 17 maart 1922)
- Pedro María Vera y Zuria (2 mei 1924 - 28 juli 1945)
- José Ignacio Márquez y Tóriz (28 juli 1945 - 28 februari 1950; hulpbisschop sinds 26 mei 1934, coadjutor sinds 17 november 1934)
- Octaviano Márquez y Tóriz (14 december 1950 - 24 september 1975)
  - Emilio Abascal y Salmerón (hulpbisschop: 25 juli 1953 - 18 april 1968)
  - Ricardo Guízar Díaz (hulpbisschop: 30 mei 1970 - 9 december 1977)
- Ernesto Corripio y Ahumada (11 maart 1976 - 19 juli 1977)
- Rosendo Huesca Pacheco (28 september 1977 - 5 februari 2009; hulpbisschop sinds 30 mei 1970)
- José Víctor Manuel Valentín Sánchez Espinosa (5 februari 2009 - heden)
  - Dagoberto Sosa Arriaga (hulpbisschop: 24 februari 2011 - 23 februari 2013)
  - Eugenio Andrés Lira Rugarcía (hulpbisschop: 24 februari 2011 - 22 september 2016)
  - Rutilo Felipe Pozos Lorenzini (hulpbisschop: 6 december 2013 - 15 september 2020)
  - Tomás López Durán (hulpbisschop: 6 december 2013 - heden)
  - Francisco Javier Martínez Castillo (hulpbisschop: 16 oktober 2023 - heden)

Puebla de los Ángeles (aartsbisdom) · Huajuapan de León · Tehuacán · Tlaxcala